# A' Katīgoria 2004-2005
L'edizione 2004-2005 della A' Katīgoria fu la 66ª del massimo campionato di calcio cipriota; vide la vittoria finale dell'Anorthōsis, che conquistò il suo dodicesimo titolo.
Capocannoniere del torneo fu, per il secondo anno consecutivo, Łukasz Sosin dell'Apollōn Limassol con 21 reti.

## Formula
Le 14 squadre partecipanti disputarono il campionato incontrandosi in due gironi di andata e ritorno, per un totale di 26 giornate. Erano previsti tre punti per la vittoria, uno per il pareggio e zero per la sconfitta.
Le squadre classificate nelle ultime tre posizioni retrocedevano.

## Classifica finale
|                  | Pos. | Squadra            | Pt | G  | V  | N  | P  | GF | GS | DR  |
| ---------------- | ---- | ------------------ | -- | -- | -- | -- | -- | -- | -- | --- |
| Cipro (bandiera) | 1    | Anorthōsis         | 62 | 26 | 19 | 5  | 1  | 64 | 23 | +41 |
|                  | 2    | APOEL (C)          | 58 | 26 | 17 | 7  | 2  | 56 | 21 | +35 |
|                  | 3    | Omonia (CC)        | 47 | 26 | 13 | 8  | 5  | 47 | 29 | +18 |
|                  | 4    | Olympiakos Nicosia | 39 | 26 | 11 | 6  | 9  | 36 | 38 | -2  |
|                  | 5    | Digenīs Morphou    | 36 | 26 | 10 | 6  | 10 | 36 | 31 | +5  |
|                  | 6    | Nea Salamis        | 36 | 26 | 11 | 3  | 12 | 36 | 40 | -4  |
|                  | 7    | Apollōn Limassol   | 35 | 26 | 10 | 5  | 10 | 43 | 35 | +8  |
|                  | 8    | EN Paralimni       | 32 | 26 | 7  | 11 | 8  | 38 | 39 | -1  |
|                  | 9    | AEK Larnaca        | 32 | 26 | 7  | 11 | 8  | 26 | 34 | -8  |
|                  | 10   | AEL Limassol       | 31 | 26 | 8  | 7  | 11 | 36 | 38 | -2  |
|                  | 11   | Ethnikos Achnas    | 30 | 26 | 8  | 6  | 12 | 31 | 40 | -9  |
|                  | 12   | AEP Paphos         | 29 | 26 | 8  | 5  | 13 | 38 | 52 | -14 |
|                  | 13   | Alkī Larnaca       | 29 | 26 | 8  | 5  | 13 | 39 | 55 | -16 |
|                  | 14   | Arīs Limassol      | 4  | 26 | 1  | 1  | 24 | 22 | 73 | -51 |

- (C): Campione nella stagione precedente
- (CC): Vince la Coppa di Cipro

### Verdetti
- Omonia Campione di Cipro 2004-2005.
- Aris Limassol, Alki Larnaca e AEP Paphos retrocesse in Seconda Divisione.

### Qualificazioni alle Coppe europee
- UEFA Champions League 2005-2006: Anorthosis qualificato al primo turno preliminare.
- Coppa UEFA 2005-2006: Omonia qualificata al primo turno preliminare come vincitore di Coppa; APOEL qualificata al secondo turno preliminare.
- Coppa Intertoto 2005: Olympiakos qualificato.